# 穆兰马日
穆兰马日（法語：Moulin-Mage，法語發音：[mulɛ̃ maʒ]）是法国奥克西塔尼大区塔恩省的一个市镇，属于卡斯特尔区。

## 地理
穆兰马日（43°42'43"N, 2°48'19"E）面积15.06 平方千米，位于法国奧克西塔尼大區塔恩省，该省份为法国南部内陆省份，北起顺时针与阿韦龙省、埃罗省、奥德省、上加龙省和塔恩-加龙省接壤。
与穆兰马日接壤的市镇（或旧市镇、城区）包括：米拉松、巴尔、韦布尔河畔米拉、拉科讷。
穆兰马日的时区为UTC+01:00、UTC+02:00（夏令时）。

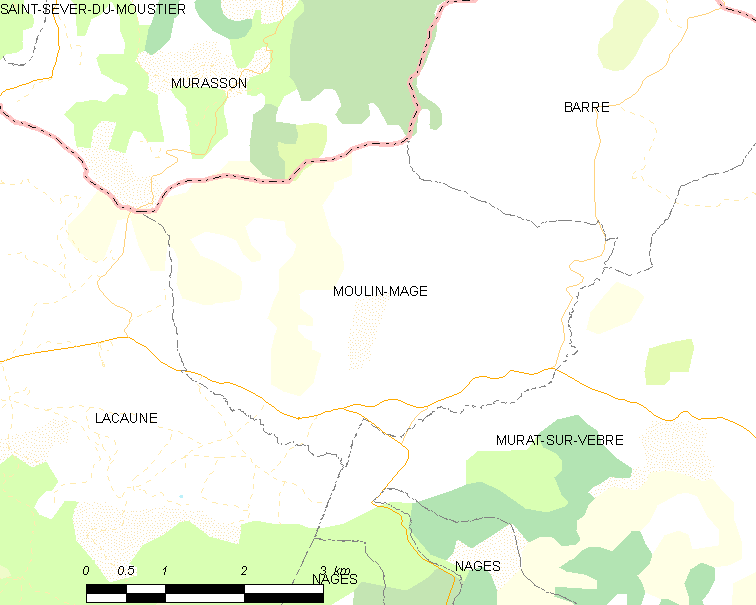
穆兰马日的OSM定位图

## 行政
穆兰马日的邮政编码为81320，INSEE市镇编码为81188。

## 政治
穆兰马日所属的省级选区为奥克高地县。

## 人口

1962-2008年间穆兰马日人口变化图示

穆兰马日于2022年1月1日时的人口数量为304人。